# Mac OS X v10.0

Mac OS X versiunea 10.0 a fost un sistem de operare pentru calculatoarele de tip Macintosh ale companiei Apple. Purta supranumele „Ghepard” fiind lansat la 24 martie 2001 la prețul de 129 $. Mac OS X a inclus pe un singur CD limbile: engleză, japoneză, franceză, germană, spaniolă, italiană și olandeză.

## Caracteristici
- Dock - a fost un nou mod de organizare a aplicațiilor pe o interfață de utilizator Mac OS X. Până la Mac OS X Leopard, Dock a fost prezentat în forma 2-D
- Mach 3.0 - microkernel Unix-like a fost utilizat pentru sisteme de operare XNU și a fost unul dintre cele mai mari schimbări din punct de vedere tehnic în Mac OS X
- Terminal - Terminalul a fost o caracteristică care a permis accesul la bazele Mac OS X și esențial Unix
- Mail (client de e-mail)
- Address Book(Agendă)
- Înlocuirea procesorului de text SimpleText cu TextEdit
- sprijin preventiv pentru multitasking
- Suport PDF (PDF-urile create de orice aplicație)
- Interfață Aqua
- Construit pe XNU, un sistem de operare similar Unix-ului și pe platforma de dezvoltare Darwin
- OpenGL
- AppleScript
- Suportă API-uri Carbon și Cacao
- Sherlock căutare pe desktop și pe Internet
- Memorie protejată - protecție a memoriei dacă o cerere corupe memoria, memoria de alte aplicații nu va fi corupt
- Sistemul de fișiere și de securitate a rețelei incluzând suport pentru Kerberos[3]
- Instrumente de dezvoltare web și tehnologii cum ar fi WebDAV, XML, Apache și QuickTime

## Cerințe minime
Mac OS X necesită un minim de 64 MB de memorie RAM (128 MB recomandat) și 800 MB spațiu pe HDD (1.5 GB recomandat). Poate rula pe următoarele produse Apple: iMac ™, iBook, Power Macintosh ® G3, G4 Power Mac, Power Mac G4 Cube și orice PowerBook introdus după mai 1998.

## Istoric versiuni
| Versiunea | Build | Data lansării   |
| --------- | ----- | --------------- |
| 10.0      | 4K78  | 24 martie 2001  |
| 10.0.1    | 4L13  | 14 aprilie 2001 |
| 10.0.2    | 4P12  | 1 mai 2001      |
| 10.0.3    | 4P13  | 9 mai 2001      |
| 10.0.4    | 4Q12  | 21 iunie 2001   |